# ハインリヒ・エッデリーン
ハインリヒ・エッデリーン（Matthias Heinrich Elias Eddelien、1802年1月22日 - 1852年12月24日）はドイツ系のデンマークの画家である。

## 略歴
当時スウェーデン領であったグライフスヴァルトの大工の息子に生まれた。1821年にデンマーク王立美術院に入学し、「デンマーク黄金時代」と呼ばれる時代の中心的な画家、クリストファー・エカスベアに学んだ。1833年、1837年に王立美術院の金賞を獲得して、1839年から4年間の留学資金を与えられ、イタリア、ドイツに留学した。
イタリアではキリスト教美術の再興をめざしてウィーンの美術アカデミーの学生が創立した、「聖ルカ兄弟団」（後にナザレ派と呼ばれるようになる）の若い芸術家たちと交流し、古代神話や聖書の物語を題材に絵画を描いた。ベルテル・トーヴァルセンを中心とするローマを訪れていた多くのデンマーク芸術家のサークルのなかで過ごし、トーヴァルセンの影響も受けた。
建築における装飾画も描き、学生時代からコンスタンティン・ハンセンとともに、個人の邸宅の装飾を行い、1835年からはアマリエンボー宮殿の国王の寝室の装飾画を描いた。その他、クリスチャンスボー城の、壁画、天井の装飾画を描いたが、これらは1884年の火事によって失われた。

## 作品

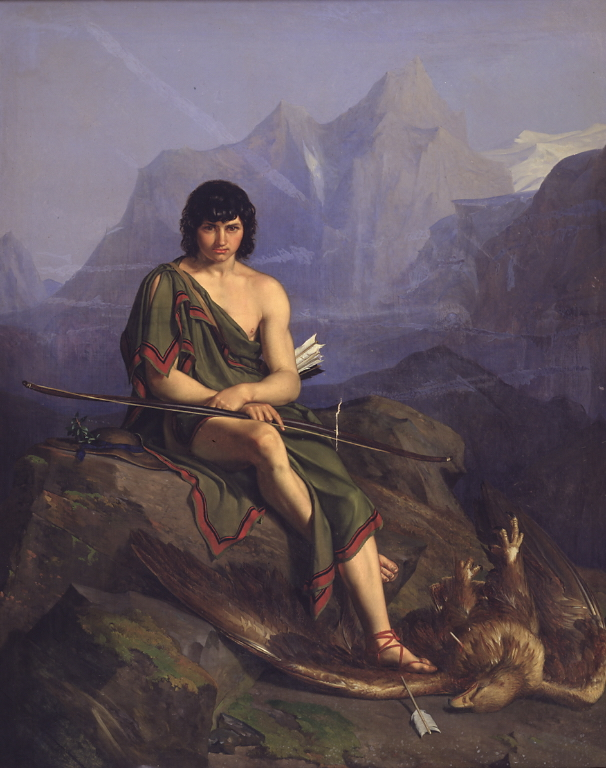
「鷲を射た猟師」
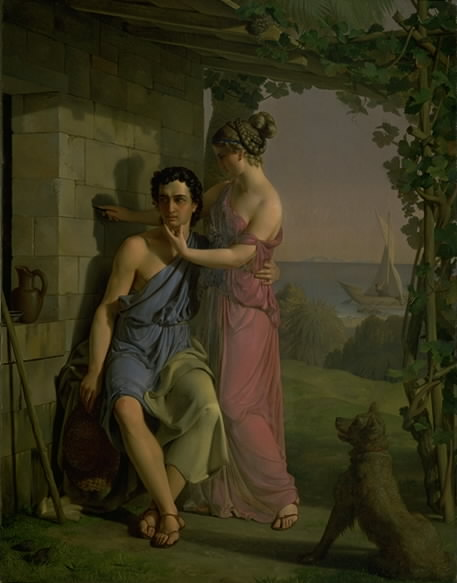
"Malerkunstens oprindelse"
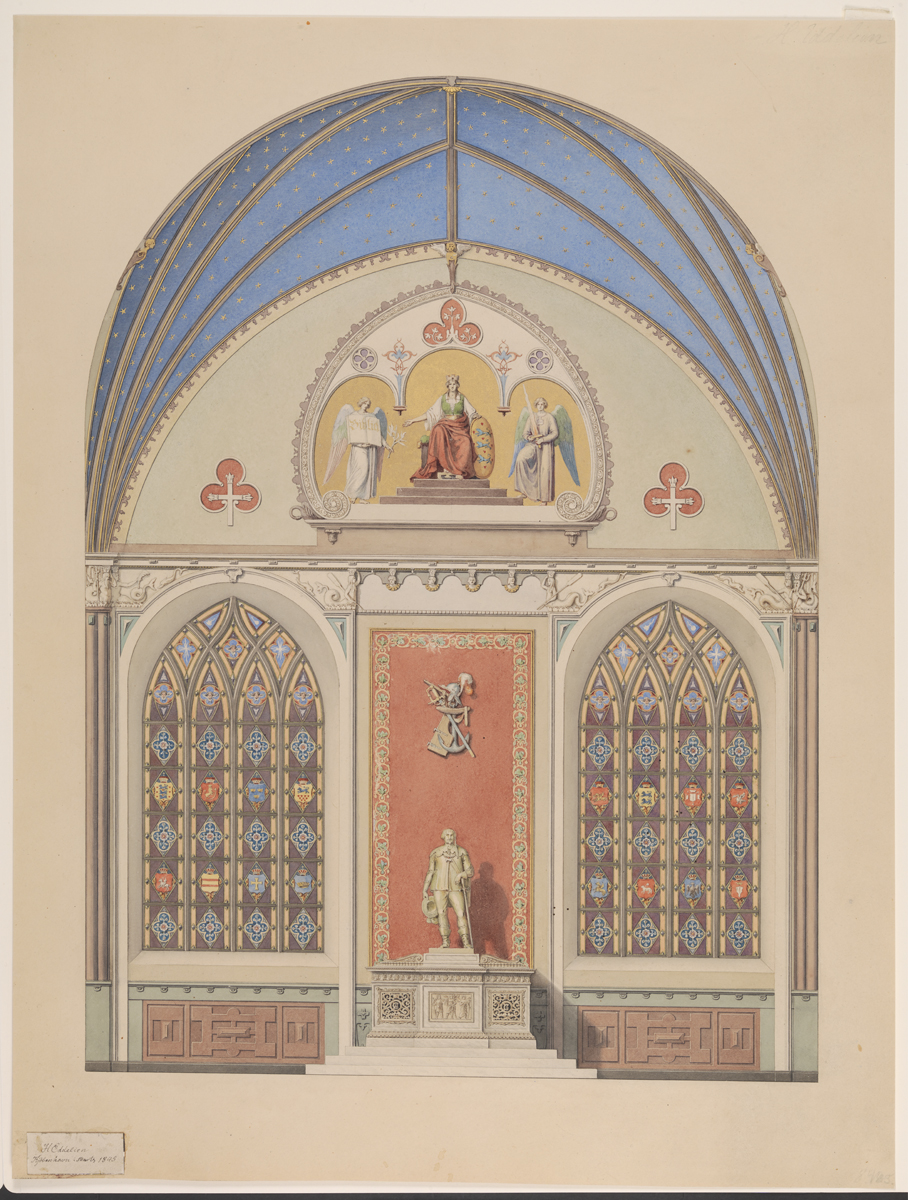
ロスキレ大聖堂の装飾画の図面